# Chcę być idolem
Chcę być idolem – pierwszy singel z kompilacji Krzysztofa „K.A.S.Y.” Kasowskiego pt. Best 1996-2003. Zawiera tylko jeden utwór – „Chcę być idolem“. Do utworu powstał teledysk, który jest parodią programów rozrywkowych: Drogi do gwiazd, Idola i Szansy na sukces. W teledysku, obok artysty, udział wzięli również Katarzyna Paskuda i Wojciech Medyński.

## Lista utworów
Opracowano na podstawie materiału źródłowego.
1. Chcę być idolem – 3:07

## Twórcy
- Krzysztof Kasowski – śpiew, muzyka, tekst, mastering, miksowanie, gitary, programowanie, produkcja
- Jacek Gawłowski – mastering i miksowanie
- Izabela Janicka-Jończyk – menadżerka